# Constanza av Kastilien
Constanza av Kastilien, född 1364, död 1394, var en engelsk prinsessa, gift 1371 med den engelska prinsen Johan av Gent.
Hon hävdade från 1369 sin rätt till Kastiliens tron efter sin avsatte far med stöd av det engelska kungahuset: hon gjorde 1372 ett högtidligt intåg i London där hon offentligt förklarades för regerande drottning av Kastilien, och delade sedan sitt anspråk med sin make. Paret uppgav sina anspråk då deras dotter gifte sig med kungen av Kastilien 1388. 

## Barn
- Catalina Plantagenet (1372–1418), g.m. kung Henrik III av Kastilien (1379–1406)
- John Plantagenet (1372–1375)